# Sono Sion
Der Sono Sion war ein vom deutschen Start-up-Unternehmen Sono Motors angekündigtes Elektroauto, das sowohl über das Stromnetz als auch über in die Karosserie integrierte Solarzellen geladen werden können sollte.
Das Fahrzeug sollte ursprünglich 2019 in Produktion gehen, das Datum wurde jedoch mehrfach verschoben. Letzter geplanter Produktionsstart war 2024. Am 24. Februar 2023 verkündete Sono Motors dann aber das Ende des Projekts.

## Geschichte
Die Gründer von Sono Motors arbeiteten seit 2012 an der Realisierung des Sono Sion.
In den Jahren 2016, 2017 und 2018 wurden im Rahmen dreier Crowdfunding-Kampagnen rund 10 Millionen Euro für die Umsetzung eingesammelt.
Zudem stiegen 2017 mehrere mittelständische Investoren bei Sono Motors ein, darunter der Gründer des Energiedienstleisters Juwi sowie die Böllinger Gruppe.
Im Juli 2016 wurden Computergrafiken des Fahrzeugs vorgestellt. Die Produktion des Fahrzeugs sollte durch einen nicht namentlich genannten Auftragsfertiger erfolgen. Bis August 2017 wurden im Auftrag und nach Vorgaben von Sono Motors von Roding Automobile zwei nicht für den öffentlichen Verkehr zugelassene Funktionsprototypen gebaut. In den Jahren 2017 bis 2019 konnten diese Fahrzeuge bei Präsentationstouren durch Deutschland, Österreich, die Schweiz, Italien, die Niederlande und Schweden von Interessenten Probe gefahren werden.
Im Juni 2018 wurde laut Pressemeldung von Sono Motors die angestrebte Minimalzahl von 5000 Reservierungen für den Sion erreicht und der Produktionsstart für das zweite Halbjahr 2019 avisiert. Schließlich wurde im April 2019 angekündigt, dass die Produktion ab Mitte/Ende 2020 von National Electric Vehicle Sweden (NEVS) am Standort Trollhättan (Schweden) im ehemaligen Werk des Fahrzeugherstellers Saab stattfinden soll.
Im Mai 2019 wurde die Zahl von 10.000 Reservierungen erreicht, im Januar 2020 waren es 13.000.
Am 1. Dezember 2019 gab Sono Motors auf seiner Webpräsenz bekannt, dass bis Ende desselben Monats 50 Millionen Euro für die Fortsetzung des Projekts benötigt würden. Dafür riefen die Unternehmer erneut zu einer Crowdfunding-Kampagne auf. Für die Fahrzeugproduktion würden dann weitere 205 Millionen Euro benötigt. Sollten die Finanzierungen dafür erfolgreich sein, könne die Produktion im September 2021 starten.
Nach einer Verlängerung der Frist wurde das Ziel der Crowdfundingrunde von 50 Millionen Euro im Januar 2020 erreicht. Davon sollten rund 15 Mio. Euro für die Fertigung von vier seriennahen Prototypen sowie für die Vorbereitung der Serienproduktion verwendet werden.
Im Januar 2021 wurde auf der virtuellen Messe Consumer Electronics Show (CES) eine zweite Prototyp-Generation vorgestellt.
Nach dem anfänglich anvisierten Produktionsstart 2019 kommunizierte der Hersteller Mitte 2021 einen Auslieferungsbeginn zu Beginn des Jahres 2023. Mitte 2022 sprach Sono Motors von einem voraussichtlichen Produktionsstart im zweiten Halbjahr 2023. Zudem werde die Auftragsfertigung nicht mehr von NEVS, sondern von Valmet Automotive in Finnland übernommen. Das finale Design des Elektroautos wurde im Sommer 2022 vorgestellt.
Im Dezember 2022 gab Sono Motors bekannt, im laufenden Geschäftsjahr bis September einen Verlust von 104 Millionen Euro gemacht zu haben. Nur wenn sich 3500 Kunden bis spätestens Ende Januar 2023 bereit erklärten, einen um bis zu 10 % ermäßigten Kaufpreis für das Fahrzeug vollständig im Voraus zu bezahlen, könne das Projekt weitergeführt werden. Ansonsten sei es gescheitert. Gleichzeitig gab das Unternehmen die geplante Platzierung einer Wandelanleihe in Höhe von bis zu 31,1 Millionen Dollar bekannt.
Ende Januar 2023 verlängerte Sono Motors die Kampagne zur Rettung des Sions über Vorauszahlung bis Ende Februar 2023.
Am 24. Februar 2023 kündigte das Unternehmen an, das Projekt nicht weiter verfolgen zu wollen und die eingesammelten Gelder zurückzuzahlen. Mitte Mai stellte Sono Motors einen Antrag auf Anordnung eines Schutzschirmverfahrens, die Rückzahlung der Kundengelder könne aufgrund einer fehlgeschlagenen Finanzierung aktuell nicht geleistet werden.

## Technik
Der Sono Sion war als rein elektrisch angetriebener Pkw geplant, der neben der Aufladung über eine Typ-2-/CCS-Ladeschnittstelle auch durch die in die Karosserieaußenhaut integrierten Solarmodule geladen werden sollte.

### Antrieb
Als Antrieb verwendete Sono Motors in den Prototypen einen Drei-Phasen-Asynchronmotor mit einer Leistung von 80 kW (109 PS).
Als Antrieb für die Serie sollte ein Drei-Phasen-Synchronmotor mit einer Höchstleistung von 120 kW (163 PS) dienen. Dieser wird zusammen mit Getriebe und Elektronik von Continental geliefert.
Die Motorspannung betrug 400 V. Beim letzten Prototypen wird die Kraft über ein Einganggetriebe auf die Hinterachse übertragen. Nach Angaben des Unternehmens sollte der Serientyp über einen Vorderradantrieb verfügen. Die Höchstgeschwindigkeit ist auf 140 km/h begrenzt.

### Solarzellen

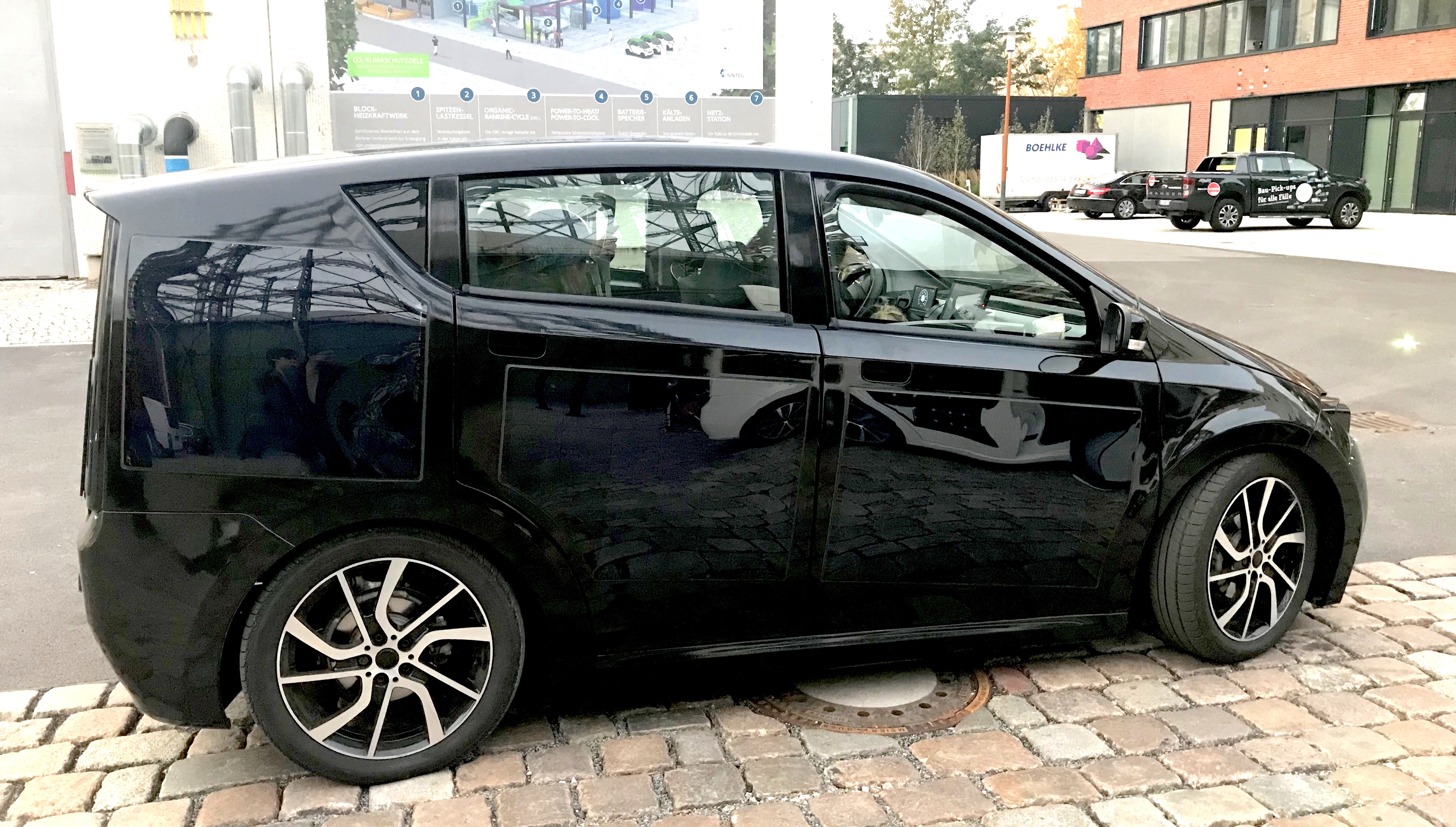
Prototyp am 13. Oktober 2017

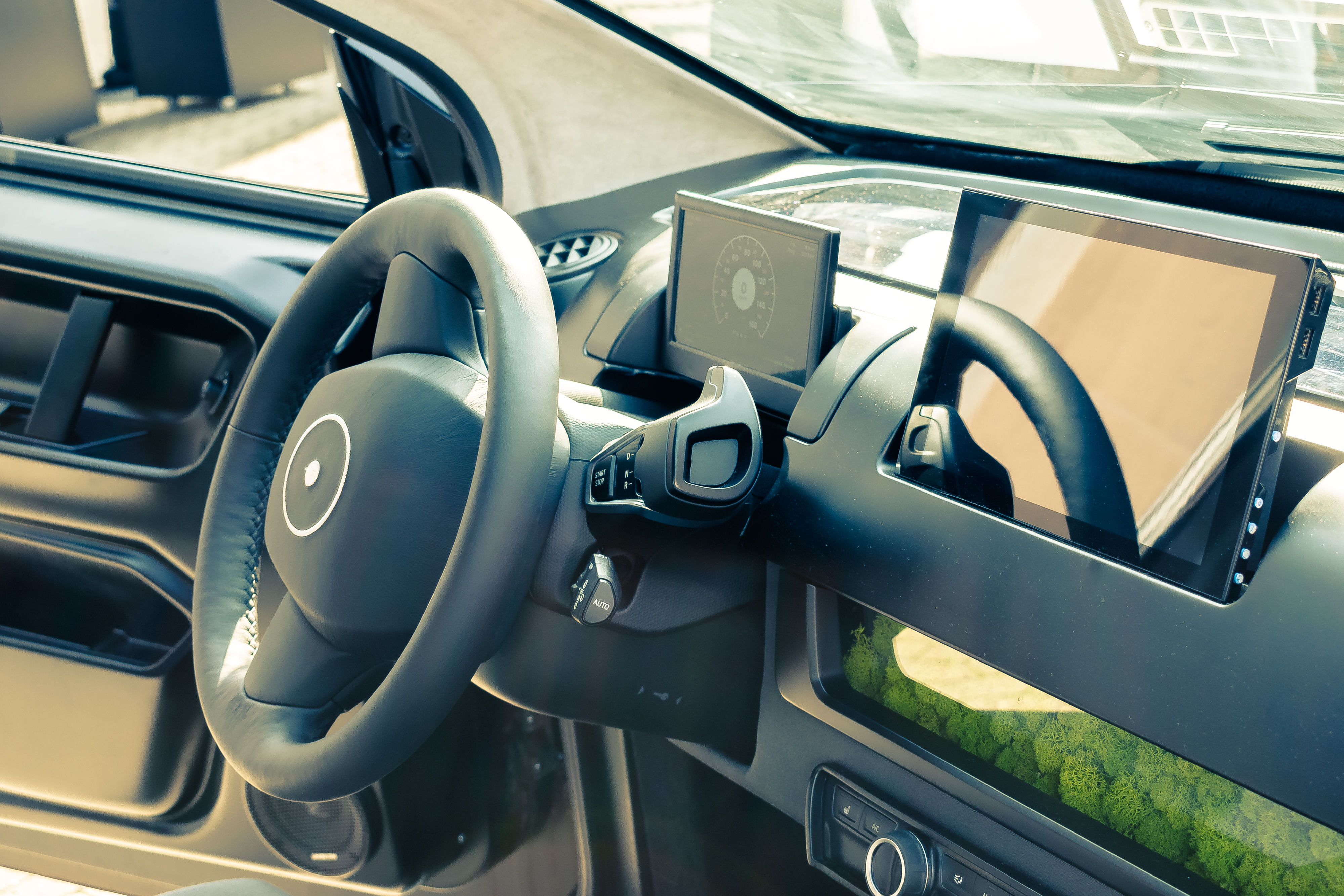
Innenraum des Prototyps, am 26. August 2017

Das Dach, die Motorhaube und große Teile der Karosserieaußenhaut war mit 456 monokristallinen Siliziumhalbzellen (besonders effizient bei diffusem Licht) bestückt, die in einem patentierten Spritzgussverfahren in mehrere Schichten aus Polymer eingebettet werden. Die vom Hersteller angegebene installierte Leistung beträgt 1200 Wp, womit sich die Reichweite um durchschnittlich 112 km (bis zu 245 km) pro Woche erhöhen lassen sollte.

### Ausstattung
Sono Motors verfolgte eine Einprodukt-Strategie, d. h. das Auto hätte nur in einer Ausstattungsvariante produziert werden sollen.
Der Sono Sion bot Platz für fünf Passagiere. Die Sitze bieten 45 cm Schulterfreiheit, der Fahrersitz war in Höhe und Position verstellbar. Als Außenfarbe sollte zunächst nur schwarz angeboten werden. Der Kofferraum fasste standardmäßig 650 l und konnte durch Umklappen der Rücksitze auf insgesamt 1250 l vergrößert werden. Im Innenraum sollte ein natürlicher Filter aus Moos die Luftfeuchtigkeit regulieren und Feinstaub filtern. Der Beifahrerairbag war abschaltbar, damit dort ein Kindersitz platziert werden konnte. Die elektrische Handbremse sollte in die Mittelkonsole integriert werden. Eine abnehmbare Anhängerkupplung für Anhänger mit bis zu 750 kg sollte optional erhältlich sein.
Der Sono Sion sollte mit ABS, einer Alarmanlage, Fahrer- und (deaktivierbaren) Beifahrer-Airbags, sowie ESP mit Antriebsschlupfregelung ausgestattet werden.
Das Infotainmentsystem mit Bluetooth sollte einen 10-Zoll-Touchscreen mit Smartphone-Anbindung in Form von Android Auto und Apple CarPlay haben. Im Lenkradbereich sollte ein 17,8 cm (7 Zoll) Display Informationen bereitstellen.

## Batterie und Reichweite
Als Antriebsbatterie sollte ursprünglich ein wassergekühlter Lithium-Ionen-Akkumulator (LiMn2O4) mit einer Kapazität von 35 kWh und einer Masse von etwa 250 kg zum Einsatz kommen.
Die Produktion der Antriebsbatteriepakete sollte vom deutschen Zulieferer ElringKlinger übernommen werden, die Batteriezellen wären von einem Joint-Venture-Unternehmen von ElringKlinger und CITC aus China gekommen.
ElringKlinger verfügt über eine vollautomatisierte Fertigungslinie, sodass die Antriebsbatterie kosteneffizient hätte produziert werden können.
Durch die lange Entwicklungsverzögerung konnte im Juni 2021 auf eine Lithium-Eisenphosphat-Batterie (LFP) mit 54 kWh nachgebessert werden. Es handelt sich um eine Blade Battery von FinDreams, der Batterie-Tochterfirma von BYD.
Der Sono Sion sollte über eine Reichweite nach WLTP von 305 km verfügen. Die Solarzellen sollten im Jahresdurchschnitt 112 km Reichweite pro Woche beisteuern können.

### Ladefähigkeit
Der Sono Sion sollte mit einem Combined-Charging-System-Steckersystem ausgeliefert werden, das auf Reisen Schnellladung mit Gleichstrom ermöglicht, wobei 75 kW Ladeleistung angegeben werden. In CCS integriert ist der für Drehstrom ausgelegte IEC-62196-Typ-2-Stecker.
Das integrierte Ladegerät sollte es ermöglichen, zuhause die Batterie über Mode-2- und Mode-3-Ladevorgängen nach IEC 62196 mit einer Leistung von 3,7 kW bis 11 kW zu laden.

### Nutzung als Stromspeicher
Eine als bidirektionales Ladesystem bezeichnete Stromabgabemöglichkeit sollte über eine Typ-2-Buchse das Laden anderer Elektrofahrzeuge mit bis zu 11 kW am Sion ermöglichen. Der integrierte Inselwechselrichter sollte über eine Schuko-Steckdose auch das Betreiben / Laden von üblichen Haushaltsgeräten (3,7 kW/230 V) ermöglichen. Eine Rückspeisung in das Stromnetz (Vehicle to Grid) wurde von Sono Motors angestrebt.

## Werkstattkonzept
Das Werkstattbuch für den Sion einschließlich der CAD-Daten für nicht sicherheitsrelevante Ersatzteile für 3D-Drucker bzw. CNC-Fräsen sollte mit der Auslieferung der ersten Modelle öffentlich zugänglich (lizenzfrei) sein, so dass günstige Reparaturkosten zu erwarten gewesen wären. Mit zusätzlichen Erklärungsvideos und einem Anweisungskatalog auf der Webseite sollte man ohne große Vorkenntnisse selbstständig Ersatzteile in das Fahrzeug einbauen bzw. von einer Werkstatt einbauen lassen können.
Seit Ende November 2022 wollte man bei den Reparaturen und der Wartung des Sion darüber hinaus mit der Werkstattkette Bosch Car Service zusammenarbeiten. Zudem wollte Sono Motors das Sion-Handbuch in reduziertem Umfang (mit Einschränkungen durch Lizenzbedingungen einiger Zulieferer) für alle rund 22.000 freien deutschen Werkstätten zugänglich machen.

## Carsharing-App
Über die Carsharing-App von Sono sollten Fahrzeugbesitzer anderen Benutzern Strom (Powersharing) oder eine Mitfahrgelegenheit (Ridesharing) anbieten können bzw. sein Auto vermieten (Carsharing).